# Anna Friessnegg

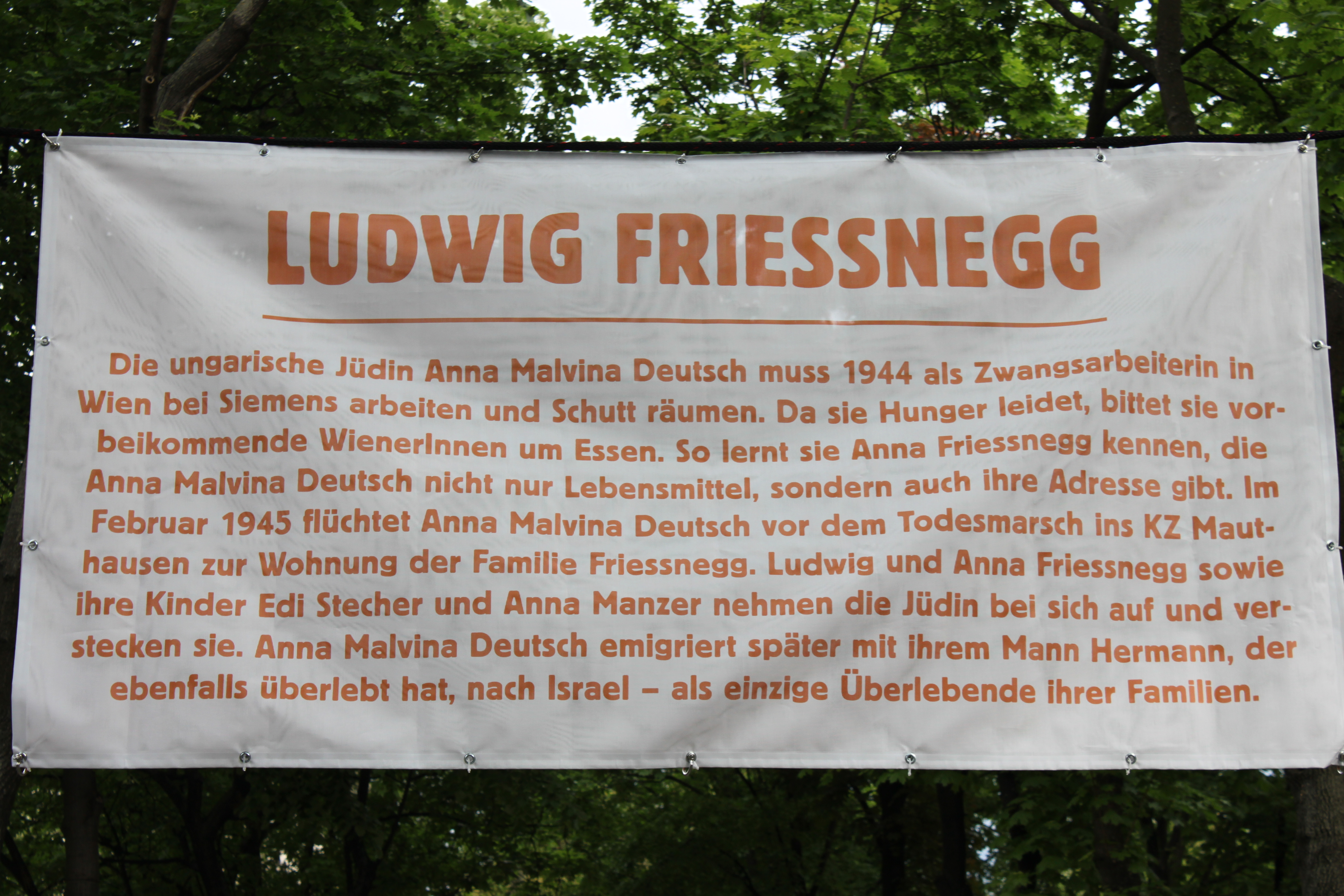
Transparent während der Aktion Allee der Gerechten in Wien 2011, das unter dem Namen ihres Mannes die Geschehnisse behandelt, für die sowohl Anna Friesnegg, als auch ihr Mann Ludwig den Titel "Gerechte unter den Völkern" erhielt

Die Wienerin Anna Friessnegg (* 1899; † 1965) hat sich zusammen mit ihrem Gatten Ludwig während der nationalsozialistischen Diktatur für verfolgte Juden eingesetzt. Seit 1984 ist sie eine österreichische Gerechte unter den Völkern. 
Anna Friessnegg und ihr Gatte waren die Eltern der Helferinnen Anna Manzer und Edi Stecher. Diese halfen 1944 der ungarischen Jüdin Melvine Deutsch, versorgten sie und versteckten sie in ihrer Wohnung, wenn Gefahr drohte, von der Gestapo entdeckt und deportiert zu werden.
Deutsch befand sich vorher in einem Zwangsarbeitslager der Firma Siemens in Floridsdorf, Wien. Als sie aus dem Lager in einem Transport ins KZ Mauthausen deportiert wurde, floh sie auf dem Weg aus dem Zug und kam nach Wien, wo sie niemanden kannte. In ihrer verzweifelten Lage wandte sie sich an die ihr bis dahin unbekannte Manzer.
Die Gestapo gab die Suche nach der vom Transport nach Mauthausen geflüchteten Deutsch nicht auf. Als ihr in der Wohnung von Manzer Gefahr drohte, wandte sich Manzer an ihren Bruder Stecher. Deutsch blieb einige Monate bei Stecher, ohne von der Gestapo entdeckt zu werden.
Manzer und Stecher hatten jedoch nicht genügend rationierte Lebensmittel. Daraufhin sprangen ihre Eltern ein und versorgten die versteckte Deutsch mit Nahrungsmitteln. Oft musste Deutsch auch in Friessneggs Wohnung gebracht werden, wenn die Gestapo in der Umgebung nach versteckten Juden fahndete. Deutsch konnte nach der Befreiung ihre Wohnung heil verlassen.
Auch ihr Gatte, Ludwig Friessnegg, sowie Anna Manzer und Edi Stecher sind österreichische Gerechte unter den Völkern.